# Onobrychis splendida
Onobrychis splendida là một loài thực vật có hoa trong họ Đậu. Loài này được Rech.f. & Podlech miêu tả khoa học đầu tiên.